# Biwia zezera
Biwia zezera är en fiskart som först beskrevs av Ishikawa 1895.  Biwia zezera ingår i släktet Biwia och familjen karpfiskar. Inga underarter finns listade.
Den största registrerade hanen var 6 centimeter lång. Före äggläggningen skapar hanar ett näste som de sedan bevakar.
Arten förekommer endemisk i Japan i avrinningsområdet av Biwasjön och floden Yodo (även känd som Seta och Uji som är källflodernas namn) på södra Honshu. En annan population lever på norra Kyushu. Arten vistas vid flodernas mellersta och nedre lopp där grunden består av sand eller slam.
Beståndet hotas av flodernas kanalisering. Ett annat hot är introducerade fiender och konkurrenter som öringabborre (Micropterus salmoides). Hela populationen anses fortfarande vara stabil. IUCN listar arten som livskraftig (LC).